# Wingrave (film)
Wingrave – egipski horror psychologiczny z 2007 roku, wyreżyserowany przez Ahmeda Khalifę. Jest to pierwszy anglojęzyczny film fabularny produkcji egipskiej. Film stanowi hołd dla literatury gotyckiej, kina ekspresjonistycznego i filozofii duchowej.

## Fabuła
Młody parapsycholog, Henry Wingrave, jest specjalistą do spraw duchów. Dostał właśnie wezwanie od Jane Jackson, która chciałaby przywołać ducha swojego brata. Seans spirytystyczny wychodzi nie najlepiej, więc parapsycholog wysuwa sugestię, że może to się wiązać z mrocznym sekretem, a to blokuje komunikację ze światem zmarłych. Później Wingrave spędza noc u swojego przyjaciela, gdzie odkrywa najbardziej mroczną tajemnicę, na jaką kiedykolwiek się natknął.

## Produkcja
Film nakręcono w tylko 9 dni w Aleksandrii i Kairze z budżetem 7 500 USD.
Zespół produkcyjny filmu składa się z Ahmeda Khalify (reżyseria, scenariusz), Noha Saida (manager produkcji) i Mohameda Waheed (asystent reżysera).
Wingrave to pierwszy egipski film z dystrybucją wyłącznie w Stanach Zjednoczonych na DVD oraz do płatnego pobrania w funkcji Wideo na życzenie.

## Obsada
- Ashraf Hamdi - Henry Wingrave
- Diana Brauch - Jane Jackson
- Karim Higazy - Carl Wise